# Guy Ducoloné
Guy Ducoloné, né le 14 mars 1920 à Monsempron-Libos (Lot-et-Garonne) et mort le 25 août 2008 à l'hôpital Georges-Pompidou de Paris, est un homme politique français.
Membre du Parti communiste français, il s'engage dans la Résistance pendant l'Occupation allemande et survit à la déportation à Buchenwald.
Il est député de 1964 à 1988 et vice-président de l'Assemblée nationale de 1981 à 1986. Il est également conseiller général de la Seine de 1953 à 1967, puis des Hauts-de-Seine de 1967 à 1988.

## Biographie
Fils de Charles Ducoloné et de Honorine Delage, ils habitent à Périgueux avant de s'installer quelques années plus tard dans le 14e arrondissement de Paris. Guy Ducoloné est fraîchement titulaire d'un CAP d'ajusteur quand il adhère en 1936, avec l'avènement du Front populaire, à la CGT. Ouvrier métallurgiste, il milite à la Jeunesse communiste puis au Parti communiste français l'année suivante.

Mobilisé en 1939, il rentre à Paris à sa démobilisation et s'engage dans la Résistance, prenant la tête de la Jeunesse communiste avec laquelle il organise des manifestations dénonçant l'Occupation allemande. Membre du Front national pour l’indépendance de la France, il participe à plusieurs opérations de sabotage contre les forces d'occupation qui lui valent d'être arrêté en mai 1942, torturé et incarcéré successivement à La Santé, Fresnes, Melun, Châlons-sur-Marne et Compiègne, avant d'être déporté en 1944 au camp de Buchenwald, où il participe à l'organisation de la résistance intérieure du camp au sein du « Groupe des Intérêts Français » sous l'égide de Marcel Paul. Il participe à la libération du camp à l'arrivée des troupes américaines, et préside pendant dix ans l'Association française Buchenwald Dora et Kommandos, créée au retour des déportés, le 1er juillet 1945, et milite en parallèle à la Fédération nationale des déportés et internés résistants et patriotes (FNDIRP). Lors de la commémoration, en avril 1994, du 50e anniversaire de la libération du camp de Buchenwald, il a déclaré : 

« Déportés de toutes les nations d'Europe, nous avons su, malgré la langue, malgré des heurts, nous entendre. Nous avons compris que l'adversaire n'est pas l'étranger. Ce n'est pas celui, celle dont la couleur de peau, des cheveux ou des yeux, la courbure du nez est différente. L'adversaire ne peut être que l'intolérance, le racisme, l'antisémitisme, la haine de l'autre. »

À son retour de déportation, il rentre à Paris et épouse Madeleine Vincent en 1946, communiste déportée comme lui, ils auront un fils, Daniel. Guy Ducoloné prend des responsabilités croissantes au sein de l'Union de la jeunesse républicaine de France (UJRF), organisation liée au PCF ayant pris la suite de la Jeunesse communiste en 1945. Il entre ainsi au secrétariat national de l'organisation de jeunesse en 1948, puis, à la suite du départ de Léo Figuères (secrétaire général de l'UJRF depuis 1948) pour le Viêt Nam en 1950, il assume de fait la charge de secrétaire général de l'UJRF. Élu officiellement à ce poste en 1953, il demeure secrétaire général jusqu'au congrès de 1955.
En parallèle, il intègre en 1950 le comité central du PCF, et en devient l'un des secrétaires auprès de Maurice Thorez en 1956.
Très engagé contre les guerres d'Indochine et de Corée comme dirigeant de l'UJRF, il est emprisonné en 1952 pour « atteinte à la sûreté de l'État » dans le cadre du « complots des pigeons » qui voit, de manière fantaisiste, les dirigeants communistes accusés d'espionnage après la découverte de pigeons morts dans le coffre de la voiture de Jacques Duclos à l'issue de la manifestation du 28 mai du Mouvement de la paix contre la venue de général américain Matthew Ridgway engagé dans la guerre de Corée.
Incarcéré à la prison de Fresnes, Guy Ducoloné est néanmoins élu au conseil général des Hauts-de-Seine en 1953 pour le canton d'Issy-les-Moulineaux, et sort à la suite du non-lieu de l'ensemble des inculpés après onze mois de détention. En 1964, il succède à Léon Salagnac, décédé, comme député de la Seine, puis des Hauts-de-Seine de 1967 à 1988, mandat au cours duquel il devient la « voix des Renault de Boulogne-Billancourt ».

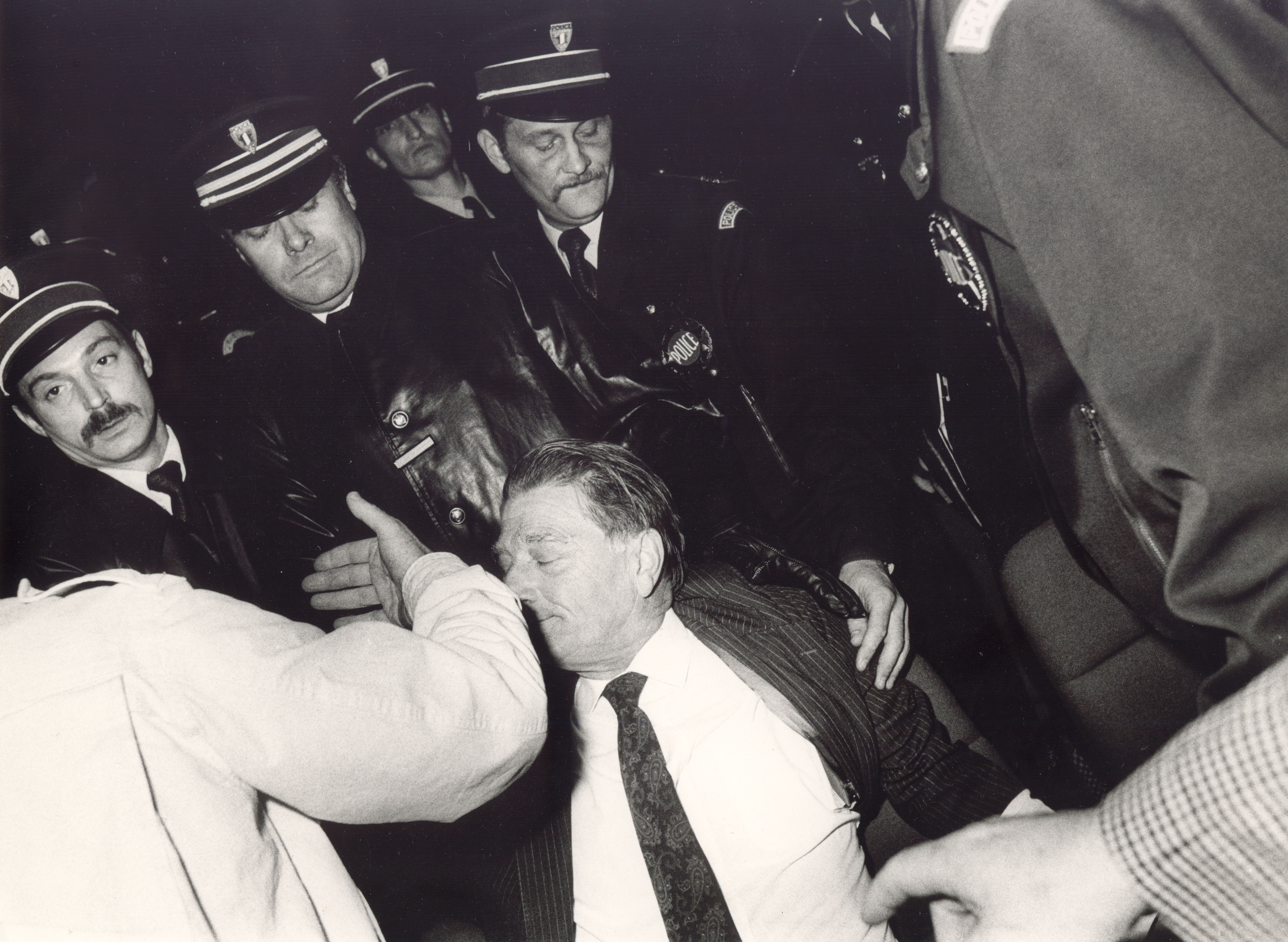
Guy Ducoloné (député et vice-président de l’Assemblée nationale) brutalisé par la police le 16/10/1986 lors d'une séance du conseil général des Hauts-de-Seine. Il y eut une manifestation des dix de Renault et du PCF dans l'hémicycle contre la vente des terrains des usines Renault à Boulogne-Billancourt (treize hectares).

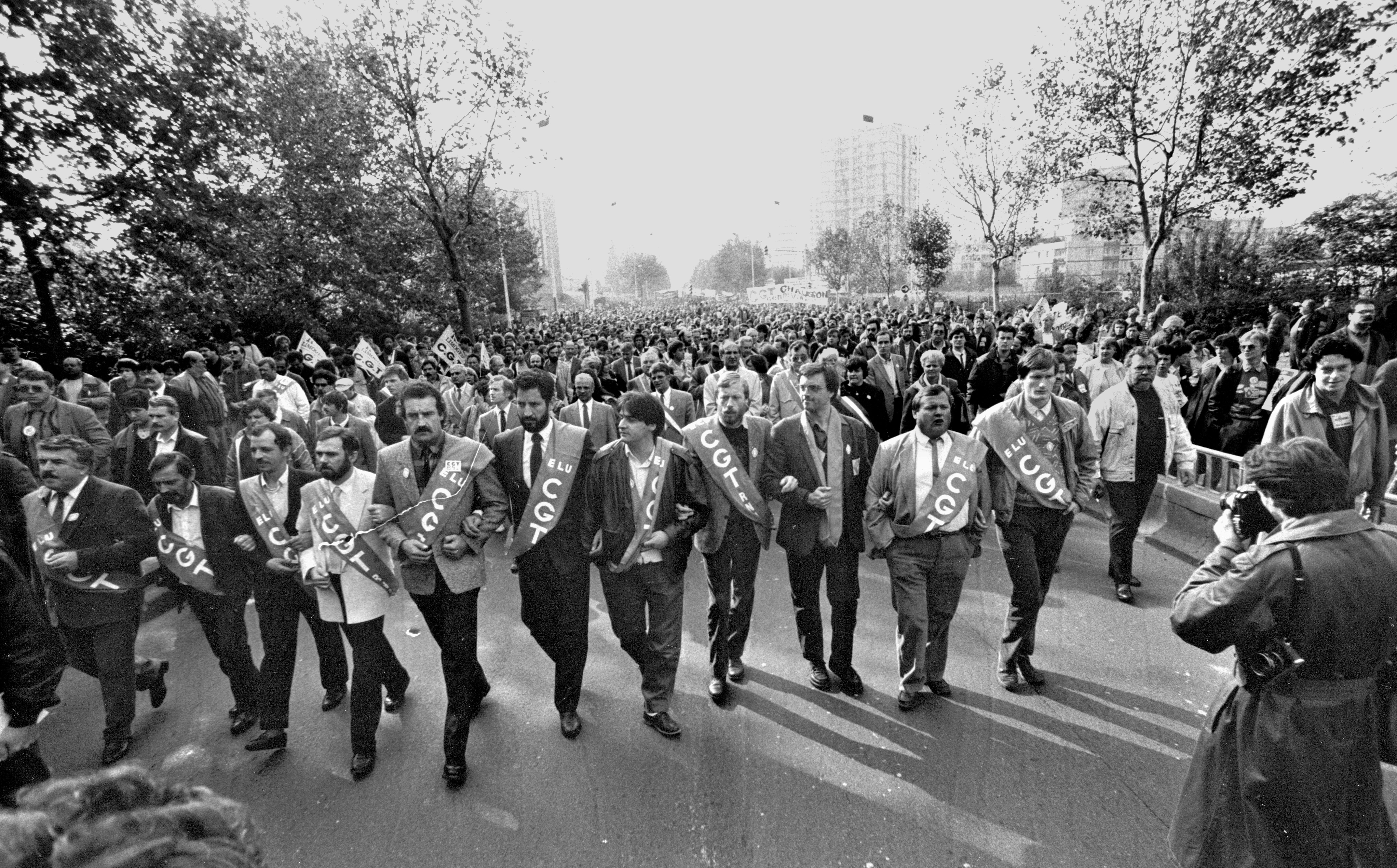
Les 10 de Renault soutenus par Guy Ducoloné PCF sont dix ouvriers de Renault-Billancourt, syndicalistes CGT, traduits en justice par la direction le 26 octobre 1987, un an après leur licenciement.

Habitant dans un quartier à forte communauté d'origine arménienne, il a été un fervent partisan de la loi reconnaissant officiellement le génocide arménien.
Il est élu vice-président de l'Assemblée nationale à deux reprises. Lors des événements de Mai 68, Guy Ducoloné, fait partie des vingt députés communistes qui déposent, avec quarante-neuf autres, une motion de censure le 14 mai à l’Assemblée nationale, laquelle condamne le régime gaulliste qui « dix ans après sa prise de pouvoir […] refusant tout dialogue véritable, contraint les étudiants, les enseignants, les paysans, les ouvriers les jeunes sans emploi, à recourir à des manifestations de rue d’une exceptionnelle ampleur.
Aux élections municipales de 1977, il échoue d'extrême justesse (quarante-quatre voix) face au maire sortant centriste d'Issy-les-Moulineaux, remplacé trois ans plus tard par André Santini. En 1981, il est élu pour cinq ans au conseil régional d'Île-de-France.

### Mandats
- Conseiller municipal de sa ville d’Issy-les-Moulineaux
- Conseiller général de la Seine, de 1953 à 1967 ;
- Conseiller général du canton d'Issy-les-Moulineaux-Ouest, de 1967 à 1988 ;
- Député de la Seine, puis des Hauts-de-Seine, de 1964 à 1988 ;
- Vice-président de l'Assemblée nationale de 1981 à 1986, puis député honoraire.

### Honneurs
- Officier de la Légion d'honneur. Guy Ducoloné a été fait chevalier de la Légion d'honneur le 27 mai 1994, puis promu au grade d'officier le 14 février 2002 au titre de déporté-résistant.
- Commandeur de l'ordre national du Mérite. Les insignes de commandeur dans l'ordre national du Mérite lui sont remises le 23 février 2006.
- Croix de guerre 1939-1945.
- Médaille de la Résistance française.

## Sources
- Guillaume Quashie-Vauclin, L'Union de la jeunesse républicaine de France. 1945-1956. Entre organisation de masse de jeunesse et mouvement d'avant-garde communiste, M2, Paris-I, juin 2008.
- Guillaume Quashie-Vauclin, L'Union de la jeunesse républicaine de France. 1945-1956. Entre organisation de masse de jeunesse et mouvement d'avant-garde communiste, Paris, L'Harmattan, 2009.
- Philippe Robrieux, Histoire intérieure du parti communiste, t. IV, Biographies, chronologie, bibliographie, Paris, Fayard, 1984.
- Sylvia Zappi, « Guy Ducoloné, ancien député communiste », Le Monde du 28 août 2008.